# Marthula thoreda
Marthula thoreda är en fjärilsart som beskrevs av William Schaus 1928. Marthula thoreda ingår i släktet Marthula och familjen tandspinnare. Inga underarter finns listade i Catalogue of Life.